# フェイス・ダンシズ
『フェイス・ダンシズ』（Face Dances）は、イギリスのロックバンド、ザ・フーが1981年に発表したオリジナル・アルバム。全英2位、全米4位を記録。旧邦題は『フェイス・ダンス』。

## 解説
1978年9月7日に急逝したキース・ムーンの後任の新ドラマー、ケニー・ジョーンズ加入後の初のオリジナルアルバムである。新生ザ・フーのお披露目ライブは、1979年5月2日、ロンドンのレインボー・シアターで行われ、同月12日、13日にはバンドのドキュメンタリー映画『キッズ・アー・オールライト』が出品されているカンヌ映画祭でも演奏、さらにパリでも2公演が行われた。これらのライブが成功だったのを受け、ザ・フーはその後欧州とアメリカで本格的なツアー活動を再開する。12月にはカンボジア難民救済コンサートに出演し、その健在ぶりを見せつけたが、このツアー中に、オハイオ州シンシナティで、会場時に観客が殺到し、将棋倒しとなって11人が死亡する事故が起きる悲劇にも見舞われており、このことはバンドに暗い影を落とした。
「新生ザ・フーでの演奏は楽しかった」と語るピート・タウンゼントだったが、ムーンの死後、彼の興味は明らかにザ・フーよりもソロ活動の方に向きつつあった。1980年4月、タウンゼントは第3作目のソロアルバム『エンプティ・グラス』をリリース。全米5位につける大ヒットとなったが、これが新メンバーのジョーンズに「ザ・フーよりもソロの方にいい曲を回している」という不満を抱かせる。さらにはロジャー・ダルトリーもジョーンズのドラム・プレイに不満を持っており、そのダルトリーもまた、ザ・フーの活動よりも自身の主演映画『マックヴィガー』の撮影を優先し、他のメンバーを苛立たせるなどして、バンド内には不穏な空気が漂い始めていた。そのような中で本作の製作は、1980年6月より始まった。プロデューサーにはイーグルスを成功に導いたビル・シムジクが迎えられ、録音は12月まで断続的に行われた。本作も前作『フー・アー・ユー』同様、打ち込みを使用したポップかつ音数の多い重厚なサウンドが特徴である。
『フェイス・ダンシズ』は1981年3月にリリースされた。イギリスではこれまで通りポリドールからの発売であったが、アメリカではこれまでのMCAに代わり、ワーナー・ブラザースからのリリースとなった。イギリスでは前作を上回る2位にまで上昇したが、前作では獲得したゴールドアルバムには届かず、シルバー認定に甘んじている。アメリカでは4位とプラチナアルバムを獲得した。本作からの先行シングル「ユー・ベター・ユー・ベット」も、イギリスでは9位につけるヒットとなり、アメリカでもビルボードのHot100では18位だったが、同Mainstream Rockでは1位に輝いている。

## アートワーク
本作も前作や前々作の『ザ・フー・バイ・ナンバーズ』同様シングル・スリーヴとなっている。表ジャケットには、16人の画家が描いたメンバー4人の肖像画が各4枚、計16枚の絵が並べられた。オリジナル盤にはこの表ジャケットと同じ図柄のポスターも封入されていた。デザインを手掛けたのは、ビートルズの『サージェント・ペパーズ・ロンリー・ハーツ・クラブ・バンド』でも有名なピーター・ブレイク。裏ジャケットは開かれた画材箱となっており、並べられた絵の具の容器に曲目が表記されている。これはイギリスのポップアート作家、クライヴ・パーカーのデザインによる。レコードの内袋はパレットに見立てられるなど、全体的に統一感のあるデザインとなった。

## リイシュー
1997年、リマスター／リミックスCDがリリースされた。ボーナストラックには未発表曲3曲が収録されたが、このうち「サムバディー・セイヴド・ミー」は、タウンゼントの第4作ソロアルバム『チャイニーズ・アイズ』にも収録されているものである。さらに「ハウ・キャン・ユー・ドゥ・イット・アローン」と「クワイエット・ワン」のライブ・バージョンが追加された（前者は1979年12月8日、シカゴのインターナショナル・アンフィシアターで、後者は1982年10月13日、ニューヨーク、シェイ・スタジアムでそれぞれ収録）。2011年、オリジナルマスターを基にした最新DSDリマスターCDが日本限定でリリース（紙ジャケット仕様）。2011年版では「サムバディー・セイヴド・ミー」のボーカル・テイクが1997年版と異なっている。リマスタリングはいずれもジョン・アストリー。

## 収録曲
※特記なき限り、作詞・作曲はピート・タウンゼント。
| #  | タイトル                                                            | 作詞 | 作曲・編曲 | 時間 |
| -- | ------------------------------------------------------------------- | ---- | ---------- | ---- |
| 1. | 「ユー・ベター・ユー・ベット - You Better You Bet」                 |      |            | 5:36 |
| 2. | 「ドント・レット・ゴー・ザ・コート - Don't Let Go the Coat」        |      |            | 3:44 |
| 3. | 「カッチェ・カッチェ - Cache Cache」                                |      |            | 3:57 |
| 4. | 「クワイエット・ワン - The Quiet One」(ジョン・エントウィッスル)    |      |            | 3:10 |
| 5. | 「ディド・ユー・スティール・マイ・マネー - Did You Steal My Money」 |      |            | 4:11 |

| #  | タイトル                                                                 | 作詞 | 作曲・編曲 | 時間 |
| -- | ------------------------------------------------------------------------ | ---- | ---------- | ---- |
| 6. | 「ハウ・キャン・ユー・ドゥ・イット・アローン - How Can You Do It Alone」 |      |            | 5:26 |
| 7. | 「デイリー・レコーズ - Daily Records」                                   |      |            | 3:27 |
| 8. | 「ユー - You」(ジョン・エントウィッスル)                                 |      |            | 4:31 |
| 9. | 「アナザー・トリッキー・デイ - Another Tricky Day」                      |      |            | 4:55 |

1997年リイシューCDボーナストラック
| #   | タイトル | 作詞 | 作曲・編曲 | 時間 |
| --- | --- | ---- | ---------- | ---- |
| 10. | 「アイ・ライク・ナイトメアーズ - I Like Nightmares」                                                                                                   |      |            | 3:09 |
| 11. | 「イッツ・イン・ユー - It's In You」 |      |            | 4:59 |
| 12. | 「サムバディー・セイヴド・ミー - Somebody Saved Me」                                                                                                   |      |            | 5:31 |
| 13. | 「ハウ・キャン・ユー・ドゥ・イット・アローン（ライヴ） - How Can You Do It Alone」(Live, 8 December 1979 at the International Amphitheatre in Chicago) |      |            | 5:24 |
| 14. | 「クワイエット・ワン（ライヴ） - The Quiet One」(Live, 13 October 1982 at Shea Stadium in New York City)                                               |      |            | 4:28 |

## パーソネル
※アルバム記載のクレジットに準拠。
ザ・フー
- ロジャー・ダルトリー - リードボーカル
- ジョン・エントウィッスル - ベース、バッキングボーカル、リードボーカル（「クワイエット・ワン」）
- ケニー・ジョーンズ - ドラムス
- ピート・タウンゼント - ギター、キーボード、バッキングボーカル、リードボーカル（「アイ・ライク・ナイトメアーズ」、「サムバディー・セイヴド・ミー」、「ハウ・キャン・ユー・ドゥ・イット・アローン（ライヴ）」）

参加ミュージシャン
- ジョン・ラビット・バンドリック - キーボード

スタッフ
- ビル・シムジク - プロデューサー、エンジニア
- アラン・ブラジェク - エンジニア
- ジミー・パターソン、テリ・リード - アシスタント・エンジニア
- テッド・ジェンセン - マスタリング
- ピーター・ブレイク - デザイン・コンセプト
- リチャード・エヴァンス - グラフィック

ジャケット作画
- ビル・ジャクリン、トム・フィリップス、コリン・セルフ、リチャード・ハミルトン（ピート・タウンゼント）
- マイケル・アンドリューズ、アレン・ジョーンズ、デイヴィッド・インショー、デイヴィッド・ホックニー（ロジャー・ダルトリー）
- クライヴ・バーカー、R・B・キタイ、ハワード・ホジキン、パトリック・カウルフィールド（ジョン・エントウィッスル）
- ピーター・ブレイク、ジョー・ティルソン、パトリック・プロックター、デイヴィッド・ティンドル（ケニー・ジョーンズ）

## ヒットチャート
アルバム
| Year | Chart                | Position |
| ---- | -------------------- | -------- |
| 1981 | ビルボード200        | 4        |
| 1981 | 全英アルバムチャート | 2        |

シングル
| Year | Single                                       | Chart                      | Position |
| ---- | -------------------------------------------- | -------------------------- | -------- |
| 1981 | "ユー・ベター・ユー・ベット"                 | ビルボード Mainstream Rock | 1        |
| 1981 | "ユー・ベター・ユー・ベット"                 | ビルボード Hot 100         | 18       |
| 1981 | "ユー・ベター・ユー・ベット"                 | 全英シングルチャート       | 9        |
| 1981 | "アナザー・トリッキー・デイ"                 | ビルボード Mainstream Rock | 6        |
| 1981 | "デイリー・レコーズ"                         | ビルボード Mainstream Rock | 36       |
| 1981 | "ディド・ユー・スティール・マイ・マネー"     | ビルボード Mainstream Rock | 38       |
| 1981 | "ハウ・キャン・ユー・ドゥ・イット・アローン" | ビルボード Mainstream Rock | 50       |
| 1981 | "ユー"                                       | ビルボード Mainstream Rock | 51       |
| 1981 | "ドント・レット・ゴー・ザ・コート"           | ビルボード Hot 100         | 84       |

ゴールドディスク等の認定
| 国                                     | 認定     |
| -------------------------------------- | -------- |
| イギリス（英国レコード産業協会）       | シルバー |
| アメリカ合衆国（アメリカレコード協会） | プラチナ |